# Ивановское (деревня, Ступинский район)
Ивановское — деревня в Ступинском районе Московской области в составе Городского поселения Жилёво (до 2006 года — входила в Новоселковский сельский округ). На 2016 год Ивановское, фактически, дачный посёлок — при 24 жителях в деревне 6 улиц.

## Население
| 2002 | 2006 | 2010 |
| ---- | ---- | ---- |
| 16   | ↘11  | ↗24  |

Ивановское расположено в центральной части района, на речке Дубровка (у впадения безымянного правого притока), правом притоке реки Каширка, высота центра деревни над уровнем моря — 142 м. Ближайшие населённые пункты примерно в 1 километре: Байдиково — на восток и Секирино северо-восток.